# سه تپه خان ببین
سه تپه خان ببین مربوط به اواخر هزاره دوم قبل از میلاد است و در خانببین، ۵ کیلومتری غرب شهر واقع شده و این اثر در تاریخ ۲۳ فروردین ۱۳۴۶ با شمارهٔ ثبت ۷۳۴ به‌عنوان یکی از آثار ملی ایران به ثبت رسیده است.